# 24 (電視劇)
《24反恐任務》（英語：24）是一部美国反恐与谍战题材电视剧，由福克斯广播公司于2001年首播，故事主要发生在虚构的美国联邦政府反恐局（CTU）内。本剧曾引起长期的收视热潮，并曾經获得艾美奖和金球奖。本劇對竊聽、跟蹤、檔案破解、酷刑逼供、政治妥協、總統特赦等情節具有紮實描寫，而透過主角杰克·鲍尔（Jack Bauer）所流露出來的反英雄情緒以及對罪犯（包括美國總統）絕不姑息的態度，愈到後期便愈明顯。
2017年1月，由柯瑞·霍金斯主演衍生作品《24：遗产》在美国播映。

## 概述
故事圍繞着名為杰克·鲍尔（Jack Bauer）的主角與反恐局（CTU，Counter Terrorist Unit）對抗發動襲擊的恐怖分子。此外CTU内複雜纷纭的人事关系、杰克和幾名主角的個人生活以及国家权力核心的政治斗争也是故事的主线。
《24反恐任務》是“實時”进行的电视剧集，劇中的時間是「實時」進行的。每一季講述了某一天的故事，而每一集描述這一天內每個小時發生的事件，而一季的24集就涵蓋了一天的時間。
每一集開始時，節目會提醒观众“以下内容發生於某時至某時”。剧中頻繁出现滴答作响的数字计时器，向观众提醒时间在一分一秒流逝。此剧在美国电视台首播时需要插播广告，除去广告时间，每一集实际上约为43分钟左右。在广告占用的时间裏，剧情仍在荧幕后继续，只是被設定為不重要的情節而不被展現。這樣加上廣告時間，每集剛好進行一個小時。

## 角色列表
下面是主要演員角色出场时身份設定。以下角色重覆出现在幾季内，身份反復變動：
| 演員（日語配音）                             | 角色                              | 備註                            | 主演季份                     | 反覆出現／客串季份 | 登場集數 |
| -------------------------------------------- | --------------------------------- | ------------------------------- | ---------------------------- | ------------------ | -------- |
| 基弗·萨瑟兰（Kiefer Sutherland）（小山力也） | 杰克·鲍尔（Jack Bauer）           | 主角，反恐局成員                | 1、2、3、4、5、6、R、7、8、9 | 不適用             | 204+     |
| 伊麗莎·庫斯伯特（Elisha Cuthbert）           | 琴·鲍尔（Kim Bauer）              | 主角女兒                        | 1、2、3                      | 5、7、8            | 79       |
| 莎拉·克拉克（Sarah Clarke）                  | 妮娜·麥爾斯（Nina Myers）         | 反恐局成員                      | 1                            | 2、3               | 36       |
| 山德·貝克利（Xander Berkeley）               | 乔治·梅森（George Mason）         | 反恐局成員                      | 2                            | 1                  | 27       |
| 丹尼斯·赫柏特（Dennis Haysbert）             | 大卫·帕默（David Palmer）         | 參議員、总统候选人、总统        | 1、2、3                      | 4、5               | 80       |
| 潘妮·強森·傑拉德（Penny Johnson Jerald）     | 雪莉·帕默（Sherry Palmer）        | 大卫·帕默夫人                   | 2                            | 1、3               | 45       |
| 卡洛斯·伯納德（Carlos Bernard）              | 东尼·艾美达（Tony Almeida）       | 反恐局成員                      | 2、3、5、7                   | 1、4               | 115      |
| 玲子·艾爾斯沃斯（Reiko Aylesworth）          | 米歇尔·戴斯勒（Michelle Dessler） | 反恐局成員                      | 3                            | 2、4、5            | 62       |
| D·B·胡塞德（D.B. Woodside）                  | 伟恩·帕默（Wayne Palmer）         | 白宫幕僚长，大卫·帕默胞弟、总统 | 6                            | 3、5               | 48       |
| 瑪麗·萊恩·萊傑斯庫（Mary Lynn Rajskub）      | 克洛依·欧布莱恩（Chloe O'Brian）  | 反恐局成員                      | 5、6、7、8、9                | 3、4               | 137      |
| 莎拉·溫特（Sarah Wynter）                    | 凯特·华纳（Kate Warner）          | 華納公司總裁长女                | 2                            | 3                  | 25       |
| 威廉·德魏恩（William Devane）                | 詹姆斯·海勒（James Heller）       | 國防部長                        | 4、9                         | 5、6               | 32       |
| 金·瑞弗（Kim Raver）                         | 奥黛丽·瑞恩斯（Audrey Raines）    | 國防部長女兒兼助手              | 4、5、9                      | 6                  | 64       |
| 詹仕·莫利森（James Morrison）                | 比尔·布坎南（Bill Buchanan）      | 反恐局成員                      | 5、6、7                      | 4                  | 64       |
| 路易·伦巴迪（Louis Lombardi）                | 艾格·斯蒂尔斯（Edgar Stiles）     | 反恐局成員                      | 5                            | 4                  | 37       |
| 罗杰·克洛斯（Roger Cross）                   | 柯蒂斯·曼宁（Curtis Manning）     | 反恐局成員                      | 4、5                         | 4、6               | 44       |
| 格里高利·艾辛（Gregory Itzin）               | 查尔斯·洛根（Charles Logan）      | 副總統、总统                    | 5                            | 4、6、8            | 44       |
| 简·斯玛特（Jean Smart）                      | 玛莎·洛根（Martha Logan）         | 查尔斯·洛根夫人，第一夫人       | 5                            | 6                  | 24       |
| 简妮·阿金逊（Jayne Atkinson）                | 凯伦·海耶斯（Karen Hayes）        | 國土安全部官员                  | 6                            | 5                  | 30       |
| 艾力·包弗（Eric Balfour）                    | 米罗·普莱斯曼（Milo Pressman）    | 反恐局成員                      | 6                            | 1                  | 28       |
| 卡洛·罗塔（Carlo Rota）                      | 莫里斯·欧布萊恩（Morris O'Brian） | 反恐局成員                      | 6                            | 5、7               | 29       |
| 彼特·麦克尼可（Peter MacNicol）              | 托马斯·蓝诺斯（Thomas Lennox）    | 白宫幕僚长                      | 6                            | R                  | 24+      |
| 切麗·瓊斯（Cherry Jones）                    | 艾莉森·泰勒（Allison Taylor）     | 美國總統                        | R、7、8                      | 不適用             | 43+      |
| 科爾姆·菲爾（Colm Feore）                    | 亨利·泰勒（Henry Taylor）         | 美國總統的丈夫                  | R、7                         | 不適用             | 12+      |
| 安妮·沃斯奇（Annie Wersching）               | 蕾妮·沃克（Renee Walker）         | 聯邦調查局探員                  | 7、8                         | 不適用             | 37       |
| 巴布·甘頓（Bob Gunton）                      | 伊森·卡寧（Ethan Kanin）          | 國防部長、白宫幕僚長、国务卿    | R、7                         | 6、8               | 31+      |

以下主要角色只出現一季：
| 演員                                        | 角色                              | 備註                             | 主演季份 | 登場集數 |
| ------------------------------------------- | --------------------------------- | -------------------------------- | -------- | -------- |
| 萊絲莉·霍普（Leslie Hope）                  | 泰瑞·鲍尔（Teri Bauer）           | 主角妻子                         | 1        | 24       |
| 詹姆斯·拜芝·戴爾（James Badge Dale）        | 蔡斯·爱德蒙斯（Chase Edmunds）    | 反恐局成員                       | 3        | 24       |
| 艾伯塔·沃岑（Alberta Watson）               | 艾琳·德里斯科尔（Erin Driscoll）  | 反恐局成員                       | 4        | 12       |
| 拉娜·帕里利亞（Lana Parrilla）              | 莎拉·加文（Sarah Gavin）          | 反恐局成員                       | 4        | 12       |
| 玛莉索·尼古拉斯（Marisol Nichols）          | 娜蒂雅·亚西尔（Nadia Yassir）     | 反恐局成員                       | 6        | 24       |
| 杰弗裡·朗特寧（Jeffrey Nordling）           | 拉瑞·莫斯（Larry Moss）           | 聯邦調查局探員                   | 7        | 19       |
| 萊斯·柯羅（Rhys Coiro）                     | 肖恩·希林格（Sean Hillinger）     | 聯邦調查局探員                   | 7        | 10       |
| 杰妮安·加羅法洛（Janeane Garofalo）         | 珍妮絲·高德（Janis Gold）         | 聯邦調查局探員                   | 7        | 21       |
| 安尼·卡浦爾（Anil Kapoor）                  | 奧馬爾·哈桑（Omar Hassan）        | 伊斯蘭共和國總統                 | 8        | 15       |
| 米高提·威廉姆森（Mykelti Williamson）       | 布賴恩·黑斯廷斯（Brian Hastings） | 反恐局成員                       | 8        | 17       |
| 姬蒂·錫可夫（Katee Sackhoff）               | 達娜·沃爾什（Dana Walsh）         | 反恐局成員                       | 8        | 20       |
| 克里斯·戴文泰普力斯（Chris Diamantopoulos） | 羅伯·魏斯（Rob Weiss）            | 白宫幕僚長、国务卿               | 8        | 12       |
| 小弗雷迪·普林茲（Freddie Prinze, Jr.）      | 柯爾·奧爾蒂斯（Cole Ortiz）       | 反恐局成員                       | 8        | 24       |
| 約翰·博伊德（John Boyd）                    | 奧爾羅·格勒斯（Arlo Glass）       | 反恐局成員                       | 8        | 24       |
| 伊凡·史漢基（Yvonne Strzechowski）          | 凱特·摩根（Kate Morgan）          | 英國部中央情報局成員             | 9        | 12       |
| 塔特·多諾萬（Tate Donovan）                 | 馬克·布德羅（Mark Boudreau）      | 白宮參謀長                       | 9        | 12       |
| 本格·瓊納比（Gbenga Akinnagbe）             | 埃里克·里特爾（Erik Ritter）      | 英國部中央情報局成員             | 9        | 11       |
| 吉爾斯·馬西（Giles Matthey）                | 喬丹·里德（Jordan Reed）          | 英國部中央情報局成員             | 9        | 9        |
| 邁克爾·溫科特（Michael Wincott）            | 阿德里安·克洛斯（Adrian Cross）   | 黑客，自由資訊組織"開鎖"的領導人 | 9        | 10       |
| 本杰明·布拉特（Benjamin Bratt）             | 史蒂夫·納瓦羅（Steve Navarro）    | 英國部中央情報局長               | 9        | 10       |

下面是次要演員角色出场时身份設定。
| 演員                                  | 角色                          | 備註                                    | 出演季份            | 登場集數 |
| ------------------------------------- | ----------------------------- | --------------------------------------- | ------------------- | -------- |
| 保罗·舒奥兹（Paul Schulze）           | 瑞恩·查佩尔（Ryan Chappelle） | 反恐局成員                              | 1、2、3             | 23       |
| 尤德·斯科勒拉（Jude Ciccolella）      | 麦克·诺维克（Mike Novick）    | 大卫·帕默總統競選團經理、白宫办公厅主任 | 1、2、4、5          | 58       |
| 格伦·莫苏华（Glenn Morshower）        | 艾伦·皮尔斯（Aaron Pierce）   | 美國特勤局成員                          | 1、2、3、4、5、6、7 | 49       |
| 米雅·柯許納（Mia Kirshner）           | 蔓迪（Mandy）                 | 一位危險的職業女殺手                    | 1、2、4             | 7        |
| 弗蘭克·約翰·休斯（Frank John Hughes） | 蒂姆·伍茲（Tim Woods）        | 安全局                                  | 7、8                | 25       |
| 傑夫·皮爾森（Geoff Pierson）          | 約翰·基勒（John Keeler）      | 第二任(劇中)美國總統                    | 3、4                | 19       |
| 尼克·詹姆森（Nick Jameson）           | 尤里·蘇法諾夫（Yuri Suvarov） | 俄羅斯總統                              | 5、6、8             | 15       |
| 鮑爾斯·布思（Powers Boothe）          | 諾亞·丹尼爾斯（Noah Daniels） | 第五任(劇中)美國總統                    | 6、R                | 14+      |
| 維查里斯·莎倫（Vicellous Shannon）    | 基思·帕爾默（Keith Palmer）   | 大卫·帕默的兒子                         | 1、2                | 13       |
| 馬志（Tzi Ma）                        | 鄭志（Cheng Zhi）             | 中華人民共和國駐洛杉磯總領事館保安主管  | 4、5、6、9          | 15       |
| 珊卓·荷特 (Sandrine Holt)             | 伊芙琳·馬丁 (Evelyn Martin)   | 瑪莎·洛根第一夫人私人助手               | 5                   | 10       |

## 剧情大纲
目前播出的八季，都遵循一个固定的发展模式。剧情的中心线索是某伙恐怖份子对美国本土造成了恐怖袭击威胁，中间穿插很多情节，比如内奸等等。在每一季所涵盖的一天内，杰克·鲍尔都要面对各种挑战、痛苦与威胁，来自政府、反恐局内部以及家庭等等。除此之外，还有很多同时进行的重要的副线，与主线剧情紧紧地交缠在一起。第一至第八季开始时的剧情时间都各不相同。

### 第1季
第1季（2001－2002）围绕恐怖份子计划刺杀民主党总统候选人大卫·帕默并打算嫁祸于杰克·鲍尔展开剧情。这一天正是民主党加州初选的日子。帕默是一位黑人候选人，曾担任过军官。主角杰克·鲍尔是前三角洲特种部队成员，目前为剧中虚构機關美国反恐局（CTU）洛杉磯分局工作。主要支线：CTU有内奸；鲍尔的妻子泰瑞与女儿琴遭到绑架；大卫参议员的儿子卷入丑闻之中，这件丑闻被政界敌人所利用；杰克·鲍尔与东尼·艾美达、帕默逐渐建立友谊。

### 第2-6季
第2季（2002－2003）发生在第1季的一年半后。中心剧情为阻止恐怖分子在洛杉矶引爆一颗核弹。部分政府高层和石油大亨打算借此对中东发动战争。主要支线：杰克·鲍尔的女儿琴从一名残暴的父亲手中救走了他的小女儿，遭到追杀；一位名为凯特·华纳的女子，怀疑妹妹的中东裔未婚夫與恐怖分子有關係；大卫·帕默總統处理内阁中的叛变者，有人要将他弹劾；反恐局局长梅森接觸到放射性物質，很快就会死去。
第3季（2003－2004）发生在上一季3年之后。中心剧情为：恐怖份子将一种生化武器在洛杉矶散布开来，同时总统正在为第二任竞选准备。主要支线：帕默总统在争取连任，但卷入致命丑闻之中；反恐局内部人员的复杂关系（包括东尼·艾美达与米歇尔·戴斯勒、蔡斯·爱德蒙斯与琴·鲍尔的感情线）；杰克·鲍尔为戒毒瘾的痛苦精神挣扎。
第4季（2005）上一季一年半后，杰克·鲍尔为国防部长工作。恐怖分子先后策划袭击火车、绑架国防部长、攻击总统专机，只为秘密破壞核設施防火墻而掩人耳目。鲍尔在秘密闯入中国领事馆抓捕知情人的过程中，因间接引起一名中国领事遭误伤致死而得罪中国政府。为躲避中国政府的引渡要求和秘密抓捕，鲍尔在解除危机后被迫在同事的掩護下假死，并从此隐姓埋名。主要支線：一個中東人家庭為恐怖分子工作，父子、母子、夫妻之間的矛盾；反恐局内部人員的複雜關係；CTU入侵中國領事館，領事被誤殺，中美矛盾昇級。
第5季（2006）发生在第4季的一年半后。中心剧情为杰克·鲍尔为避追捕，已化名弗兰克·富林，并成为一名石油工人，但前總統帕默及前反恐局好友的相继遇害使他不得不重新出山。俄罗斯分离主义者企图干预美俄反恐合作，利用神经毒气威胁将在美国进行大规模袭击。鲍尔逐渐发现恐怖分子的合作人来自白宫高层。主要支线：俄总统夫婦访美，与美国签定反恐军事协定；洛根总统与其夫人之间有矛盾；CTU内部复杂的关系与斗争；CTU遭受神经毒气血洗；CTU改屬国土安全部管轄；鲍尔与奥黛丽·瑞恩斯前缘再续；一个秘密集团在操纵美国政府和恐怖袭击。
第6季（2007）发生在第5季的20个月后，被中国政府抓走的杰克·鲍尔在经历严刑拷打后被释放。恐怖分子试图在美国引爆5个核弹，并且有1个已经成功引爆。CTU要夺回剩下的4个核弹。在恐怖袭击威胁解除之后，一场与为了营救奥黛丽·瑞恩斯而与中国进行的交易导致美俄关系严重恶化，鲍尔必须夺回中方抢走的电路板以避免美俄战争的爆发。主要支线：一前恐怖分子领袖试图与西方达成和平协议，缔造和平；伟恩·帕默总统被暗杀未遂，副总统掌权；鲍尔的家庭牵涉到神经毒气阴谋与核弹危机；CTU内部员工的感情；中国绑架了奥黛丽·瑞恩斯以威胁鲍尔；鲍尔试图摆脱无休止的旧生活状态。

### 电影《救赎》(24: Redemption)
三年半后，杰克·鲍尔流浪来到一个叫“桑格拉”的非洲国家（虚构）时，却偶然卷入了一场军事政变。受朋友所托，鲍尔必须保护十余名儿童到美国大使馆；同时他也面临要被美国政府抓走受审的命运。同一天正是美国第一任女总统艾莉森·泰勒宣誓就职之日，一场由财团操纵的阴谋也同时展开。

### 第7-8季
第7季（2009）發生在《救贖》的4个月之後。拍攝地點也由原來的洛杉磯轉移到華盛頓特區。艾莉森·泰勒總統打算軍事入侵桑格拉以阻止當地的種族屠殺。CTU已經被解散，正在接受國會參議院聆訊的鲍尔突然發現多年的好友東尼·艾美達尚在人世，並且與恐怖活動有聯係。鲍尔捉拿艾美達之後發現原來他是正在和CTU原班骨干在阻止一個牽涉到政府高層多名官員和桑格拉的大陰謀。
第8季（2010）发生在第7季的一年半后，地点从华盛顿特区转到纽约。中東某國总统哈桑与美国总统泰勒在联合国达成和平协议，但是恐怖分子密谋破坏和平进程并企图刺杀哈桑总统。杰克·鲍尔也已康复，在纽约与女儿与孙女共度了一段幸福时光。但好景不长，他被迫卷入对付了恐怖分子的行动中。与此同时，CTU被重建，拥有许多新技术与新外貌，如一个具有科幻气息的CTU总部，以及雄蜂系列无人机等。

### 12集短剧《生死存亡》（24: Live Another Day）
故事来到第8季的4年后。亡命于英国的杰克·鲍尔收到情報，有恐怖份子计划刺殺訪問倫敦的美國總統賀正時。

## 主题与特色
本剧恰于美国9·11恐怖袭击发生后（比9·11事件约晚不到2个月）播出，所以碰巧赶上了全球反恐的热潮。主角在剧中排除万难，最终痛快地教训了恐怖分子，令西方观众大呼过瘾。主演萨瑟兰则表示拍摄《反恐24小时》系列剧的全部目的，是要让美国人民警醒并反思恐怖主义波及美国的原因。
本剧与众多美剧一样，是边写边拍的。但本剧在开拍前就已定好了故事的总体框架，且限定主角必须要在24小时内解决危机。这样就使得剧集品質得到保障，故事不会越编越乱。全剧充满紧张气氛（第1季前面几集剧情慢热是个例外），24集故事带给观众一气呵成的感觉。
本剧制作精良。除内容映射时代背景和首创的事件实时发生的设定外，悬念贯穿始终、多支线逐渐交织、人物形象丰满立体和大力营造出现场感等特点也是本剧赢得好评的重要因素。几乎每一集中都会有不少于4条的支线剧情同时发展，且各个初看起来联系不密切的线索在最后能够自然地收拢到一起，不会有突兀之感。片中的政府及其执法部门在每一季中都会出现美國籍内奸，而且一般内奸不止一个。这些内奸还不一定是为同一伙人出力的。

### 个人英雄主义
男主角在第1季时只是一个身手不凡的特務。自第2季起，本剧加入了大量个人英雄主义元素，主角摇身一变成了经常不顾自身安危，随身只带一把手枪，单枪匹马地对付众多恐怖分子且拥有主角光环的超级英雄。因为主角险象环生的走运次数过多，而配角则大多非死即残，所以主角在中国影迷群体中获得了“不死小强”的外号。

### 残酷结局的设定
本剧自第1季起就舍弃了美满的结局，主角没能拯救自己妻子的性命。到后面几季，主角背上了多条洗不清的罪名，并不得不躲避美、中、俄等多国政府的追捕。剧中为主角提供过大力帮助的人也几乎都是不幸的结局。

### 内容相關争议
- 在《24反恐任務》第四季中，因为恐怖分子的國籍設定為中东人（虽然主要反角是土耳其人），在美国国内引来了穆斯林与美国－伊斯兰关系协会（英语：Council on American-Islamic Relations）强烈抗议与谴责[9]。FOX先後發表了两封公开声明向公众解释，声明对美國籍穆斯林作了正面肯定。第四季第13集中也安排了一對阿拉伯裔美國人兄弟與傑克共同持槍捍衛街坊抵禦匪徒的橋段。同樣出演第四季的伊朗裔美籍（英语：Iranian Americans）演員索瑞·安達斯魯，在戲外致力提倡外界化解對美國穆斯林的刻板印象，她表示她希望能讓觀眾理解劇情純屬虛構[14][15]。
- 主角杰克·鲍尔为在有限的时间内获取情报，曾多次对嫌疑人进行刑讯逼供[10][16]。对这类情节的渲染也曾遭外界指责[17]。

## 制作
《24小时》第1季一共有16位编剧、10位导演和6位执行制片联合参与。该剧全部采用手提摄影，营造了很强烈的纪实感，并打破了电影和电视间分明的界限。在镜头运用上，本剧团队使用了大量快速切换的短镜头，将激烈的人物冲突和紧张气氛集中地展现在观众眼前。本剧总摄影师为若德尼(Rodney)。

### 播映计划的变动
第6季在2007年1月14日首播，但首映DVD（包含前4集和第5集的预告）已于1月6日被泄漏在互联网上。第7季原定於2008年1月13日首播，但是由于美国编剧大罢工，首播计划被迫取消。為了保證劇集的延續性，要延遲到2009年1月才開播。福克斯制作了一部名为《救赎》（Redemption）的电视电影，作为第7季的前篇，于2008年11月23日放映。

### 音乐
第1季的配乐主要由肖恩·卡勒瑞负责，配乐以紧张和暗色调的风格为主。后几季的配乐仍由卡勒瑞主要负责，基本沿用了第1季的配乐风格。卡勒瑞说自己经手的剧基本上都是自己喜欢的剧，所以容易非常投入地为剧集创作音乐。

## 收視
由于主角演员基弗·萨瑟兰在《24反恐任務》播出了10集後便获得了金球奖，以及影片的评价不断提升，促使福克斯电视网预定了第1季的后半段。
鑒於《24反恐任務》的收視率逐漸下滑，福斯廣播公司於2010年3月26日表示《24反恐任務》的最後一集將在5月24日播出兩小時。第8季开播时的收视数为1150万，之后则降到了831万。因为难以继续创新看点，雷同的情节连基弗·萨瑟兰都觉得有些提不起劲了。
| 季度 | 播放時間    | 首播           | 結束           | 排名        | 觀眾（单位：百万） |
| ---- | ----------- | -------------- | -------------- | ----------- | ------------------ |
| 1    | 星期二 9/8c | 2001年11月6日  | 2002年5月21日  | #76         | 8.60               |
| 2    | 星期二 9/8c | 2002年10月29日 | 2003年5月20日  | #36         | 11.73              |
| 3    | 星期二 9/8c | 2003年10月28日 | 2004年5月25日  | #42         | 10.30              |
| 4    | 星期日 9/8c | 2005年1月9日   | 2005年5月23日  | #29         | 11.90              |
| 5    | 星期日 9/8c | 2006年1月15日  | 2006年5月22日  | #24         | 13.78              |
| 6    | 星期日 9/8c | 2007年1月14日  | 2007年5月21日  | #27         | 13.00              |
| 救贖 | 星期日 8/7c | 2008年11月23日 | 2008年11月23日 | #16（并列） | 12.10              |
| 7    | 星期日 9/8c | 2009年1月11日  | 2009年5月18日  | #20         | 12.62              |
| 8    | 星期日 9/8c | 2010年1月17日  | 2010年5月24日  | #39         | 9.31               |

## 延伸作品与周边
- 本剧产生了众多电子游戏，其中最有名的是2006年由索尼电脑娱乐和2K Games在PS2游戏平台上推出的同名游戏《24》。这款游戏也有本剧的主演和配乐师等在内的众多原班人马加盟。
- 美国动画片《辛普森一家》中，有一集以《24》作为题材的故事，并邀请了本剧主演基弗·萨瑟兰及瑪麗·萊恩·萊傑斯庫分別担任卡通版杰克·鲍尔與克洛依·歐布萊恩的配音。
- 日本动画《幸運☆星》第17話中4分40秒處使用《24》的時間移動方式。
- 日本动画《Suite 光之美少女♪》第27話中使用《24》的時間移動方式。

## 评论与影响

### 评论
《24小时》被称为美国“最令人兴奋和最具原创性”的电视连续剧。第1季播出时就在美国、英国等多国都创下了惊人收视率。本剧是少见的动作类长寿电视剧，热播近8年时间。
男主角的女儿金·鲍尔这一角色因为经常惹一身麻烦并拖累剧中的其他人物而收到了来自观众的大量差评，被吐槽“胸大无脑”和“扫把星”。在得知主角的女儿将会在第7季与主角团聚时，剧迷们爆发了强烈的不满情绪。

### 影响
丹尼斯·海斯伯特在剧中饰演了一位魅力超凡的黑人总统。海斯伯特本人也认为自己的出色表演使人们觉得由黑人担任总统是一件未尝不可的事情，还表示这为黑人奥巴马日后当选总统奠定了一定的群众基础。
本剧在第7季首次出现女总统。而第7季播出时间恰与现实中的女强人希拉里·克林顿参与总统竞选的时间相近。不过制作公司表示这只是巧合，而且不希望观众们将二者联系到一起。
时任美国总统的布什及其内阁对本剧青睐有加，奥巴马则反对片中严刑拷打的做法。

## 奖项与提名
第1季曾获得第54届“艾美奖”十项提名，囊括“戏剧组最佳剧本”及“最佳单镜头简介奖”两项殊荣，并夺得第61届“金球奖”最佳连续剧奖。第1季的演出讓傑克鮑爾的扮演者基弗·萨瑟兰声名鹊起，赢得了金球奖电视剧情类最佳男主角，两位原创也获得了艾美奖。
2004年，此剧获得金球奖最佳电视剧情类剧集。
另外曾获艾美奖剧情类电视剧集最佳单镜头画面编辑奖、电视最佳单镜头音效合成奖，剧情类电视剧集最佳选角奖以及最佳特技协调奖。
2006年，此剧获得12項艾美奖提名，获剧情类的最佳剧集、最佳男主角和最佳导演3项大奖。
至第8季完结时，本剧已获得68个艾美奖提名。

## 其他
- 在《24反恐任務》第一季中，引发了观众对于剧中“好人用苹果机，坏人用PC机”的 大辩论。
- 2006年6月23日，美國傳統基金會在其召開的一場記者會中，請來美國國土安全部官員公開讚揚《24反恐任務》[37]。
- 在《24反恐任務》中，常有同一名演員飾演不同角色的情形。如第一季中的總統特勤Frank Simes和第七季的總統特勤Ted Hovis實為同一名演員迈克·佛蘭奇（英语：Michael Bryan French）飾演。而托尼·托德在第3季中饰演一名警察局的探长，而在《救赎》和第7季中饰演反派祖玛将军（Juma）。
- 日本朝日電視台宣佈改編日本版作為台慶60周年紀念，名為《24 JAPAN》，2020年10月9日起播放。由唐澤壽明主演。
- 2004年中國大陸電視劇《24小時警事》，也引用《24》劇中計時表1小時1集原理。
- 印度COLORS TV於2013年製作同名電視劇。
- 多名《24》劇集的老班底於2016年起開播的《指定倖存者》中再度亮相，除主演同為基佛·蘇德蘭外，凱爾朋·蘇雷什·默迪、傑里夫·貝爾遜、金·瑞弗、理德·戴蒙德、米凱帝·威廉森等出演者亦於新劇中出現。

## 外部連結
- Wikia上的《24》主题站（页面存档备份，存于）
- 《24》论坛
- 互联网电影数据库（IMDb）上《24》的资料（英文）
- 烂番茄上《24》的資料（英文）

- 豆瓣电影上《24》的資料 （简体中文）

## 節目變遷
| 香港無綫電視明珠台 星期二 22:35-23:30                      | 香港無綫電視明珠台 星期二 22:35-23:30          | 香港無綫電視明珠台 星期二 22:35-23:30              |
| ---------------------------------------------------------- | ---------------------------------------------- | -------------------------------------------------- |
|                                                            | 24（第一季） （2002.10.15 - 2003.03.25）       |                                                    |
| 仁心仁術（第八季） （2002.05.14 - 2002.10.08）             | 仁心仁術（第九季） （2003.04.01 - 2003.08.26） |                                                    |
| 星期二 22:35-23:30 早於8月30日 （星期日連續播三集）        |                                                |                                                    |
| 仁心仁術（第九季） （2003.04.01 - 2003.08.26）             | 24（第二季） （2003.09.02 - 2003.12.09）       | 人在江湖（第四季） （2003.12.16- 2004.03.09）      |
| 星期二 22:35-23:30 早於3月14日 （星期日首播）              |                                                |                                                    |
| 人在江湖（第四季） （2003.12.16- 2004.03.09）              | 24（第三季） （2004.03.16 - 2004.08.17）       | 救世殺機之十二門屠 （2004.08.24 - 2004.09.07）     |
| 星期二 22:35-23:30 5月10日及17日 21:30-23:30（連續播兩集） |                                                |                                                    |
| 救世殺機之終極考驗 （2005.04.12 - 2005.05.03）             | 24（第四季） （2005.05.10 - 2005.10.04）       | 凹/凸容醫（第二季） （2005.10.18 - 2006.01.31）    |
| 星期二 22:35-23:30                                         |                                                |                                                    |
| 反恐行動組 （2006.02.07 - 2006.03.14）                     | 24（第五季） （2006.03.21 - 2006.08.29）       | 逃（第一季） （2006.09.05 - 2007.01.21）           |
| 星期三 22:35-23:30                                         |                                                |                                                    |
| 灾变 （2007.03.28 - 2007.04.18）                           | 24（第六季） （2007.04.25 - 2007.10.03）       | 神探阿蒙（第五季） （2007.10.10 - 2008.01.23）     |
| -                                                          |                                                |                                                    |
| -                                                          | 24：救贖 （-）                                 | -                                                  |
| 星期二 22:35-23:30                                         |                                                |                                                    |
| 逃（第四季） （2009.02.10 - 2009.07.21）                   | 24（第七季） （2009.07.28 - 2010.01.05）       | 2分17秒 （2010.01.12 - 2010.06.15）                |
| 2分17秒 （2010.01.12 - 2010.06.15）                        | 24（第八季） （2010.06.22 - 2010.11.30）       | 目標人物（第一季） （2010.12.07 - 2011.02.22）     |
| 星期二 22:40-23:35 2月10日暫停播映                         |                                                |                                                    |
| 黑名單（第一季） （2014.07.08 - 2014.12.02）               | 24: 生死存亡 （2014.12.09 - 2015.03.03）       | 福爾摩斯新傳（第二季） （2015.03.10 - 2015.08.18） |